# Jacques Nguyên Van Mâu
Jacques Nguyên Van Mâu (* 22. Januar 1914 in Bà Ria, Provinz Bà Rịa-Vũng Tàu; † 31. Januar 2013) war ein vietnamesischer Geistlicher und römisch-katholischer Bischof von Vĩnh Long. Sein Name kombiniert westliche Namenstradition (Jacques als Vorname vor den Familiennamen Nguyên) mit vietnamesischer (Van Mâu als persönlicher Name steht hinter dem Familiennamen).

## Leben
Jacques Nguyên Van Mâu trat im Alter von 12 Jahren in das Kleine Seminar von Saigon ein. Er empfing am 21. September 1940 die Priesterweihe. Er war in der Seelsorge tätig in Bến Gỗ (1940/43) und Cái Thìa (1943/46) im Apostolischen Vikariat Saigon. Von 1946 bis 1949 war er Vikar in Côn Đảo, einer isolierten Inselgruppe im Südchinesischen Meer, südlich des vietnamesischen Festlandes. Von 1948 bis 1955 war er in den Diözesen Họ Bảo Lộc, Ðơn Dương, Ðà Lạt und Vũng Tàu tätig. Von 1955 bis 1960 war er Professor am Priesterseminar Josef von Nazaret (Thánh Giuse). Nach einem Vikariat für die Armen war er von 1960 bis 1968 Rektor des Seminars in Saigon.
1968 ernannte ihn Papst Paul VI. zum Bischof von Vĩnh Long. Die Bischofsweihe am 12. September 1968 in der Kathedrale Notre Dame von Saigon spendete ihm Erzbischof Angelo Palmas, damaliger Apostolischer Delegat in Vietnam; Mitkonsekratoren waren Paul Nguyên Van Binh, Erzbischof von Saigon, und sein Amtsvorgänger Antoine Nguyên Van Thien. Sein bischöflicher Wahlspruch war Amor et Labor.
2001 wurde seinem altersbedingten Rücktrittsgesuch durch Papst Johannes Paul II. stattgegeben; sein Nachfolger wurde Thomas Nguyên Van Tan.